# Wild Bill Moore
Wild Bill Moore, geboren als William M. Moore (Houston, 13 juni 1918 - Los Angeles, 8 augustus 1983), was een Amerikaanse r&b- en souljazzsaxofonist en componist.

## Biografie
Moore groeide op in Detroit, waar hij in 1937 Michigan-amateurkampioen werd bij het Golden Gloves-toernooi in de klasse halfzwaargewicht. Een tijdlang was hij ook werkzaam als professioneel bokser en speelde hij bovendien altsaxofoon. In 1944 wisselde hij onder invloed van Chu Berry en Illinois Jacquet naar de tenorsaxofoon en maakte hij de eerste plaatopnamen met Christine Chatman, de echtgenote van Memphis Slim. In het opvolgende jaar werkte hij in Los Angeles met onder andere Slim Gaillard, Jack McVea, Joe Turner, Wardell Gray en Dexter Gordon. In 1945 ontstonden ook eerste opnamen onder zijn eigen naam voor Apollo Records en hij werkte ook mee aan de hit Be-Baba-Leba van Helen Humes.
In 1947 keerde hij terug naar Detroit om met een eigen formatie op te treden, waartoe ook de baritonsaxofonist Paul Williams behoorde, die later beroemd werd met The Hucklebuck. Op 18 december nam hij de song We're Gonna Rock, We're Gonna Roll op bij zijn tweede sessie voor Savoy Records. De single werd een bescheiden hit in de r&b-hitlijst (#14, 1 week), maar telt inmiddels als een van de vroegste opnamen van de rock-'n-roll. Ze was ook een van de eerste platen, die werden gespeeld door Alan Freed in zijn Moondog-radioshows in 1951. Ook vanwege zijn bescheiden opnamekwaliteit raakte de song spoedig in de vergetelheid. Ofschoon hij meer klonk als een Barrelhouse Song, blijft Moore's compositie vooral voor het naast elkaar van de woorden rock en roll en de saxofoonconfrontaties van Moore en Williams in herinnering. Nadat hij in 1948 Savoy Records had verlaten, die vervolgens verder materiaal van hem uitbrachten, nam hij in 1949 Rock And Roll op voor Modern Records, een nieuwe versie van de song We're Gonna Rock, We're Gonna Roll, met Scatman Crothers als zanger.
Moore verhuisde later naar Detroit en nam ook in de daaropvolgende jaren platen op, waaronder een remake van zijn hits. Hij speelde in nachtclubs in de regio Detroit. Er ontstonden ook enkele albums in de stijl souljazz voor Jazzland Records. Bij het album Bottom Groove speelde Moore met Junior Mance, Ray Barretto, Johnny 'Hammond' Smith, Ben Riley en Joe Benjamin. In 1971 werkte hij mee aan het album What's Going On van Marvin Gaye en was hij te horen in de song Mercy Mercy Me. Hij bracht de rest van zijn leven door in Los Angeles.

## Overlijden
Wild Bill Moore overleed in augustus 1983 op 65-jarige leeftijd.

## Discografie
- 1961: Bottom Groove (Jazzland/Milestone Records)
- 1961: Wild Bill's Beat (Jazzland)

- Biblioteca Nacional de España: XX1757600
- Bibliothèque nationale de France: cb13991038x (data)
- Gemeinsame Normdatei: 135283310
- International Standard Name Identifier: 0000 0000 5517 4885
- Library of Congress Control Number: n95058174
- MusicBrainz: dd089319-e758-4392-bac3-9835dadff6ed
- Virtual International Authority File: 39572033
- WorldCat: E39PBJjMFcmJcfBBcmtdKFCG73